# Baseball dans le monde
Le Baseball se pratique sur l'ensemble de la planète sous l'égide de la Fédération internationale de baseball (IBAF). Les continents sont chapeautés par des confédérations, comme la CEB en Europe. Fondée en 1936, l'IBAF reconnait 122 fédérations nationales, dont 40 en Europe, 27 en Amérique, 23 en Asie, 17 en Afrique et 15 en Océanie.

## Europe(CEB)
|||| ||||
| Pays               | Fédération nationale | Équipe nationale                         | Championnat national | Coupe nationale |
| Allemagne          | Fédération           | Équipe d'Allemagne de baseball           | Championnat          | Coupe           |
| Arménie            | Fédération           | Équipe d'Arménie de baseball             | Championnat          | Coupe           |
| Autriche           | Fédération           | Équipe d'Autriche de baseball            | Championnat          | Coupe           |
| Belgique           | Fédération           | Équipe de Belgique de baseball           | Championnat          | Coupe           |
| Biélorussie        | Fédération           | Équipe de Biélorussie de baseball        | Championnat          | Coupe           |
| Bulgarie           | Fédération           | Équipe de Bulgarie de baseball           | Championnat          | Coupe           |
| Chypre             | Fédération           | Équipe de Chypre de baseball             | Championnat          | Coupe           |
| Croatie            | Fédération           | Équipe de Croatie de baseball            | Championnat          | Coupe           |
| Danemark           | Fédération           | Équipe du Danemark de baseball           | Championnat          | Coupe           |
| Espagne            | Fédération           | Équipe d'Espagne de baseball             | Championnat          | Coupe           |
| Estonie            | Fédération           | Équipe d'Estonie de baseball             | Championnat          | Coupe           |
| Finlande           | Fédération           | Équipe de Finlande de baseball           | Championnat          | Coupe           |
| France             | Fédération           | Équipe de France de baseball             | Championnat          | Coupe           |
| Géorgie            | Fédération           | Équipe de Géorgie de baseball            | Championnat          | Coupe           |
| Grèce              | Fédération           | Équipe de Grèce de baseball              | Championnat          | Coupe           |
| Hongrie            | Fédération           | Équipe de Hongrie de baseball            | Championnat          | Coupe           |
| Irlande            | Fédération           | Équipe d'Irlande de baseball             | Championnat          | Coupe           |
| Israël             | Fédération           | Équipe d'Israël de baseball              | Championnat          | Coupe           |
| Italie             | Fédération           | Équipe d'Italie de baseball              | Championnat          | Coupe           |
| Kazakhstan         | Fédération           | Équipe du Kazakhstan de baseball         | Championnat          | Coupe           |
| Lettonie           | Fédération           | Équipe de Lettonie de baseball           | Championnat          | Coupe           |
| Lituanie           | Fédération           | Équipe de Lituanie de baseball           | Championnat          | Coupe           |
| Luxembourg         | Fédération           | Équipe du Luxembourg de baseball         | Championnat          | Coupe           |
| Malte              | Fédération           | Équipe de Malte de baseball              | Championnat          | Coupe           |
| Moldavie           | Fédération           | Équipe de Moldavie de baseball           | Championnat          | Coupe           |
| Norvège            | Fédération           | Équipe de Norvège de baseball            | Championnat          | Coupe           |
| Pays-Bas           | Fédération           | Équipe des Pays-Bas de baseball          | Championnat          | Coupe           |
| Pologne            | Fédération           | Équipe de Pologne de baseball            | Championnat          | Coupe           |
| Portugal           | Fédération           | Équipe du Portugal de baseball           | Championnat          | Coupe           |
| République tchèque | Fédération           | Équipe de République tchèque de baseball | Championnat          | Coupe           |
| Roumanie           | Fédération           | Équipe de Roumanie de baseball           | Championnat          | Coupe           |
| Royaume-Uni        | Fédération           | Équipe du Royaume-Uni de baseball        | Championnat          | Coupe           |
| Russie             | Fédération           | Équipe de Russie de baseball             | Championnat          | Coupe           |
| Saint-Marin        | Fédération           | Équipe de Saint-Marin de baseball        | Championnat d'Italie | pas de coupe    |
| Serbie             | Fédération           | Équipe de Serbie de baseball             | Championnat          | Coupe           |
| Slovaquie          | Fédération           | Équipe de Slovaquie de baseball          | Championnat          | Coupe           |
| Slovénie           | Fédération           | Équipe de Slovénie de baseball           | Championnat          | Coupe           |
| Suède              | Fédération           | Équipe de Suède de baseball              | Championnat          | Coupe           |
| Suisse             | Fédération           | Équipe de Suisse de baseball             | Championnat          | Coupe           |
| Turquie            | Fédération           | Équipe de Turquie de baseball            | Championnat          | Coupe           |
| Ukraine            | Fédération           | Équipe d'Ukraine de baseball             | Championnat          | Coupe           |

## Amérique(COPABE)
| Pays                        | Fédération nationale | Équipe nationale                                 | Championnat national | Coupe nationale |
| Antilles néerlandaises      | Fédération           | Équipe des Antilles néerlandaises de baseball    | Championnat          | pas de coupe    |
| Argentine                   | Fédération           | Équipe d'Argentine de baseball                   | Championnat          | pas de coupe    |
| Aruba                       | Fédération           | Équipe d'Aruba de baseball                       | Championnat          | pas de coupe    |
| Bahamas                     | Fédération           | Équipe des Bahamas de baseball                   | Championnat          | pas de coupe    |
| Bolivie                     | Fédération           | Équipe de Bolivie de baseball                    | Championnat          | pas de coupe    |
| Brésil                      | Fédération           | Équipe du Brésil de baseball                     | Championnat          | pas de coupe    |
| Canada                      | Fédération           | Équipe du Canada de baseball                     | Toronto en MLB       | pas de coupe    |
| Chili                       | Fédération           | Équipe du Chili de baseball                      | Championnat          | pas de coupe    |
| Colombie                    | Fédération           | Équipe de Colombie de baseball                   | Championnat          | pas de coupe    |
| Costa Rica                  | Fédération           | Équipe du Costa Rica de baseball                 | Championnat          | pas de coupe    |
| Cuba                        | Fédération           | Équipe de Cuba de baseball                       | Championnat          | Pas de coupe    |
| États-Unis                  | Fédération           | Équipe des États-Unis de baseball                | Championnat          | pas de coupe    |
| Guatemala                   | Fédération           | Équipe du Guatemala de baseball                  | Championnat          | pas de coupe    |
| Honduras                    | Fédération           | Équipe du Honduras de baseball                   | Championnat          | pas de coupe    |
| Îles Vierges des États-Unis | Fédération           | Équipe des Îles Vierges américaines de baseball  | Championnat          | pas de coupe    |
| Îles Vierges britanniques   | Fédération           | Équipe des Îles Vierges britanniques de baseball | Championnat          | pas de coupe    |
| Jamaïque                    | Fédération           | Équipe de Jamaïque de baseball                   | Championnat          | pas de coupe    |
| Mexique                     | Fédération           | Équipe du Mexique de baseball                    | Championnat          | pas de coupe    |
| Nicaragua                   | Fédération           | Équipe du Nicaragua de baseball                  | Championnat          | pas de coupe    |
| Panama                      | Fédération           | Équipe du Panama de baseball                     | Championnat          | pas de coupe    |
| Pérou                       | Fédération           | Équipe du Pérou de baseball                      | Championnat          | pas de coupe    |
| Porto Rico                  | Fédération           | Équipe de Porto Rico de baseball                 | Championnat          | pas de coupe    |
| République dominicaine      | Fédération           | Équipe de République dominicaine de baseball     | Championnat          | pas de coupe    |
| Salvador                    | Fédération           | Équipe du Salvador de baseball                   | Championnat          | pas de coupe    |
| Trinité-et-Tobago           | Fédération           | Équipe de Trinité-et-Tobago de baseball          | Championnat          | pas de coupe    |
| Venezuela                   | Fédération           | Équipe du Venezuela de baseball                  | Championnat          | pas de coupe    |

## Asie(BFA)
| Pays           | Fédération nationale | Équipe nationale                    | Championnat national | Coupe nationale |
| Birmanie       | Fédération           | Équipe de Birmanie de baseball      | Championnat          | Pas de coupe    |
| Brunei         | Fédération           | Équipe du Brunei de baseball        | Championnat          | Pas de coupe    |
| Chine          | Fédération           | Équipe de Chine de baseball         | Championnat          | Pas de coupe    |
| Corée du Nord  | Fédération           | Équipe de Corée du Nord de baseball | Championnat          | pas de coupe    |
| Corée du Sud   | Fédération           | Équipe de Corée du Sud de baseball  | Championnat          | pas de coupe    |
| Hong Kong      | Fédération           | Équipe de Hong Kong de baseball     | Championnat          | pas de coupe    |
| Inde           | Fédération           | Équipe d'Inde de baseball           | Championnat          | pas de coupe    |
| Indonésie      | Fédération           | Équipe d'Indonésie de baseball      | Championnat          | pas de coupe    |
| Iran           | Fédération           | Équipe d'Iran de baseball           | Championnat          | pas de coupe    |
| Japon          | Fédération           | Équipe du Japon de baseball         | Championnat          | Pas de coupe    |
| Kazakhstan     | Fédération           | Équipe du Kazakhstan de baseball    | Championnat          | Pas de coupe    |
| Malaisie       | Fédération           | Équipe de Malaisie de baseball      | Championnat          | Pas de coupe    |
| Mongolie       | Fédération           | Équipe de Mongolie de baseball      | Championnat          | pas de coupe    |
| Ouzbékistan    | Fédération           | Équipe d'Ouzbékistan de baseball    | Championnat          | pas de coupe    |
| Pakistan       | Fédération           | Équipe du Pakistan de baseball      | Championnat          | pas de coupe    |
| Philippines    | Fédération           | Équipe des Philippines de baseball  | Championnat          | pas de coupe    |
| Singapour      | Fédération           | Équipe de Singapour de baseball     | Championnat          | pas de coupe    |
| Sri Lanka      | Fédération           | Équipe du Sri Lanka de baseball     | Championnat          | pas de coupe    |
| Taipei chinois | Fédération           | Équipe de Taïwan de baseball        | Championnat          | pas de coupe    |
| Thaïlande      | Fédération           | Équipe de Thaïlande de baseball     | Championnat          | pas de coupe    |

## Océanie(BCO)
| Pays                        | Fédération nationale | Équipe nationale                                | Championnat national | Coupe nationale |
| Australie                   | Fédération           | Équipe d'Australie de baseball                  | Championnat          | pas de coupe    |
| Fidji                       | Fédération           | Équipe des Fidji de baseball                    | Championnat          | pas de coupe    |
| Guam                        | Fédération           | Équipe de Guam de baseball                      | Championnat          | pas de coupe    |
| Îles Cook                   | Fédération           | Équipe des Îles Cook de baseball                | Championnat          | pas de coupe    |
| États fédérés de Micronésie | Fédération           | Équipe de Micronésie de baseball                | Championnat          | pas de coupe    |
| Nouvelle-Zélande            | Fédération           | Équipe de Nouvelle-Zélande de baseball          | Championnat          | pas de coupe    |
| Palaos                      | Fédération           | Équipe des Palaos de baseball                   | Championnat          | pas de coupe    |
| Papouasie-Nouvelle-Guinée   | Fédération           | Équipe de Papouasie-Nouvelle-Guinée de baseball | Championnat          | pas de coupe    |
| Samoa                       | Fédération           | Équipe des Samoa de baseball                    | Championnat          | pas de coupe    |
| Samoa américaines           | Fédération           | Équipe des Samoa américaines de baseball        | Championnat          | pas de coupe    |

## Afrique(ABSA)
| Pays           | Fédération nationale | Équipe nationale                    | Championnat national | Coupe nationale |
| Afrique du Sud | Fédération           | Équipe d'Afrique du Sud de baseball | Championnat          | pas de coupe    |
| Burkina Faso   | Fédération           | Équipe du Burkina Faso de baseball  | Championnat          | pas de coupe    |
| Cameroun       | Fédération           | Équipe du Cameroun de baseball      | Championnat          | pas de coupe    |
| Côte d'Ivoire  | Fédération           | Équipe de Côte d'Ivoire de baseball | Championnat          | pas de coupe    |
| Ghana          | Fédération           | Équipe du Ghana de baseball         | Championnat          | pas de coupe    |
| Kenya          | Fédération           | Équipe du Kenya de baseball         | Championnat          | pas de coupe    |
| Lesotho        | Fédération           | Équipe du Lesotho de baseball       | Championnat          | pas de coupe    |
| Liberia        | Fédération           | Équipe du Liberia de baseball       | Championnat          | pas de coupe    |
| Mali           | Fédération           | Équipe du Mali de baseball          | Championnat          | pas de coupe    |
| Maroc          | Fédération           | Équipe du Maroc de baseball         | Championnat          | pas de coupe    |
| Namibie        | Fédération           | Équipe de Namibie de baseball       | Championnat          | pas de coupe    |
| Nigeria        | Fédération           | Équipe du Nigeria de baseball       | Championnat          | pas de coupe    |
| Ouganda        | Fédération           | Équipe d'Ouganda de baseball        | Championnat          | pas de coupe    |
| Togo           | Fédération           | Équipe du Togo de baseball          | Championnat          | pas de coupe    |
| Tunisie        | Fédération           | Équipe de Tunisie de baseball       | Championnat          | Coupe           |
| Zambie         | Fédération           | Équipe de Zambie de baseball        | Championnat          | pas de coupe    |
| Zimbabwe       | Fédération           | Équipe du Zimbabwe de baseball      | Championnat          | pas de coupe    |